# Grand Prix Pino Cerami 1973
Il Grand Prix Pino Cerami 1973, decima edizione della corsa, si svolse il 29 marzo su un percorso di 225 km, con partenza e arrivo a Wasmuel. Fu vinto dal belga Ferdinand Bracke della Peugeot-BP-Michelin davanti ai suoi connazionali Rik Van Linden e Herman Vrijders.

## Ordine d'arrivo (Top 10)
| Pos. | Corridore              | Squadra             | Tempo    |
| ---- | ---------------------- | ------------------- | -------- |
| 1    | Ferdinand Bracke       | Peugeot-BP-Michelin | 5h43'00" |
| 2    | Rik Van Linden         | Rokado-de Gribaldy  | a 45"    |
| 3    | Herman Vrijders        | Ijsboerke-Bertin    | s.t.     |
| 4    | Willy De Geest         | Rokado-de Gribaldy  | s.t.     |
| 5    | Frans Verhaegen        | Ijsboerke-Bertin    | s.t.     |
| 6    | Theo Fierens           | Ijsboerke-Bertin    | s.t.     |
| 7    | Joseph Schoeters       | Ijsboerke-Bertin    | s.t.     |
| 8    | Noël Vanclooster       | Ijsboerke-Bertin    | s.t.     |
| 9    | Gustaaf Van Roosbroeck | Rokado-de Gribaldy  | s.t.     |
| 10   | Roger Rosiers          | Bic                 | s.t.     |